# جاك لوي دافيد
جاك لوي دافيد (30 أغسطس 1748 - 29 ديسمبر 1825) رسام فرنسي، وأحد أبرز فناني المدرسة الكلاسيكية الجديدة.
ولد في عام 1748 لعائلة باريسية من الطبقة المتوسطة. بعد أن اغتيل والده، عاش مع أعمامه. حين بلغ من العمر ستة عشر عاماً، درس الفن في الأكاديمية الملكية (Académie Royale). في عام 1774 ربح جائزة روما. بعد ذلك سافر إلى إيطاليا حيث تأثر بالفن الكلاسيكي، وبأعمال فنان القرن 17 نيكولا بوسان. ومكث هناك لست أعوام. ابتكر دافيد أسلوبا كلاسيكيا جديدا خاصا به. اعتُبر المصور البارز لهذه المرحلة. أضافت لوحاته ذات المنحى العقلي للتصوير القصصي (التاريخي) في ثمانينيات القرن الثامن عشر تغييرًا في الذوق بعيدًا عن عبث الروكوكو تجاه صرامة وتشدد الكلاسيكية والشعور المتصاعد، توافقًا مع المناخ الأخلاقي للسنوات الأخيرة للنظام القديم.
أصبح دافيد لاحقًا مؤيدًا نشطًا للثورة الفرنسية وصديقًا لماكسميليان روبسبيار (1758–1794)، وكان عمليًا الحاكم المطلق للفنون تحت حكم الجمهورية الفرنسية. بسجنه بعد سقوط روبسبيار، انضم لنظام سياسي آخر عند إطلاق سراحه: هذا التابع لنابليون، القنصل الأول لفرنسا. نمى طرازه الإمبراطوري في هذا الوقت، المميز باستخدامه ألوان البندقية (فينيسيا) الدافئة. بعد انحسار سلطة نابليون الإمبراطورية وانتعاش آل بوربون، نفى دافيد نفسه إلى بروكسل، ثم إلى المملكة المتحدة الهولندية، حيث بقي حتى وفاته. لدافيد عدد كبير من التلاميذ، ما يجعله التأثير الأقوى على الفن الفرنسي في بدايات القرن التاسع عشر، خاصة التصوير الأكاديمي الصالوني.
كان دافيد أحد أقرباء الفنان فرنسوا بوشيه الذي ساعده في بداياته حينما كان تلميذاً لديه. من أشهر أعماله: «قسم القتال» (1784)، وموت مارات (1793)، ونساء سابين (1799) ونابليون عابرًا جبال الألب (1801- 1805). توفي عام 1825 في بروكسل. ومن تلاميذه الفنان البلجيكي فرانسوا جوزيف نيفيز

## نشأته

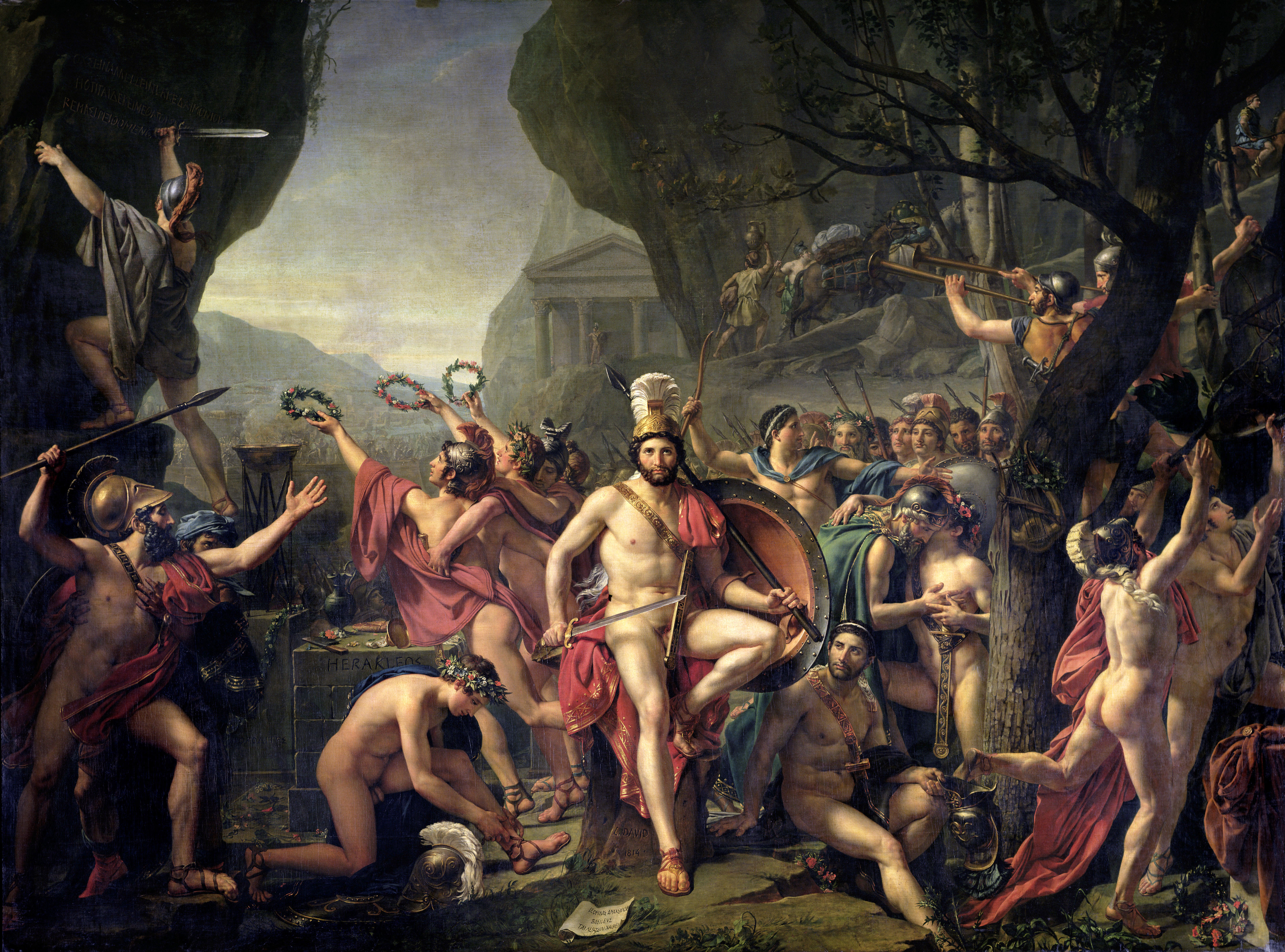
ليونايدس في معركة ثرموبيلاي بريشة جاك لويس ديفيد. العمل يصور الملك الأسبرطي ليونيداس في معركة ثيرموبيلاي. أكمل ديفيد هذا العمل الضخم بعد 15 عامًا من بدئه. العمل معلق حاليًا في متحف اللوفر في باريس ، فرنسا.

ولد جاك لوي دافيد في باريس لعائلة فرنسية ثرية في 30 أغسطس 1748. عندما كان عمره نحو تسع سنوات، قُتل والده في مبارزة، وتركته والدته مع أعمامه المعماريين الموسرين. اعتنوا به إذ تلقى تعليمًا ممتازًا في كلية الأمم الأربع، بجامعة باريس، لكنه لم يكن أبدًا طالبًا جيدًا؛ كان لديه ورمًا في وجهه يعيق حديثه، وكان منشغلًا بالرسم بشكل دائم. كان يملأ دفاتر ملاحظاته بالرسوم، وقال ذات مرة: «كنت أختبئ دائمًا خلف كرسي المحاضر، أرسم طوال وقت الدرس». بعد وقت قصير، أراد أن يصبح مصورًا، لكن أعمامه ووالدته أرادو له أن يصبح معماريًا. تغلب على المعارضة، وذهب ليتعلم من فرانسوا بوشيه (1703–1770)، المصور الأبرز في ذلك الوقت، والذي كان أيضًا قريبًا له من بعيد. كان باوتشر مصورًا على طراز الروكوكو، لكن الأذواق كانت تتغير، وكانت صيحة الروكوكو إلى زوال ليحل محلها أسلوب أكثر كلاسيكية. قرر بوشيه بدلًا من أن يفرض على دافيد وصايته، أن يبعث به دافيد إلى صديقه، جوزيف-ماري فيان (1716–1809)، مصور يتبنى رد فعل كلاسيكي على الروكوكو. هناك، انتظم دافيد في الأكاديمية الملكية، التي كان مقرها موقع اللوفر الآن.
كانت الأكاديمية تقدم كل عام لطالبٍ مميز جائزة روما، والتي تمول 3-5 سنوات من الإقامة في المدينة الخالدة. نظرًا لأن الفنانين كانوا يعيدون النظر تلك الفترة في الأساليب الكلاسيكية، فقد أتاحت الرحلة إلى روما للفائزين بها فرصة لدراسة بقايا كلاسيكيات العصور القديمة، وأعمال أساتذة عصر النهضة الإيطاليين بشكل مباشر. تجمهر كل طالب داخلي في نقطة التجمع الرومانية في الأكاديمية الفرنسية، والتي كانت في الفترة بين عامي 1737 و 1793، قصر مانشيني في فيا ديل كورسو. نافس ديفيد، وفشل في الفوز، بالجائزة لثلاث سنوات متتالية بلوحات (مينيرفا تقاتل المريخ، وديانا وأوبوللو يقتلان أطفال نيوبي، وموت سينيكا). كل فشل أسهم في تكون ضغينته مدى الحياة للمؤسسة. بعد خسارته الثانية عام 1772، دخل دافيد في إضراب عن الطعام، استمر ليومين ونصف قبل أن يشجعه أعضاء هيئة التدريس على مواصلة التصوير. واثقًا الآن بكونه حصل على الدعم والمؤازرة اللازمين للفوز بالجائزة، عاد لدراساته بحماسة عظيمة، فقط ليفشل في الفوز بجائزة روما مرة أخرى في العام التالي. أخيرًا، في 1774، فاز دافيد بجائزة روما عن قوة لوحته اكتشاف إيراسيستراتوس لسبب مرض أنتيخوس، وهو موضوع وُضع من قبل الحكام. في أكتوبر 1775 قام برحلته إلى إيطاليا مع معلمه، جوزيف-ماري فيان، والذي كان قد عُيّن لتوه مديرًا للأكاديمية الفرنسية في روما.
أثناء وجوده في إيطاليا، درس ديفيد غالب الوقت أعمال أساتذة القرن السابع عشر مثل بوسان، وكارافاجيو، وكاراتشي. وبالرغم من أنه صرح بالتالي «لن تغريني قطع أثرية، فهي تفتقد إلى الحركة، إنها لا تتحرك»، ملأ دافيد اثنا عشر دفترًا برسوم استخدمها والأستوديو الخاص به كنماذج لبقية حياته. قُدّم للمصور أنطون رفاييل مينغز (1728–1779)، الذي عارض توجه الروكوكو في تزيين وتبسيط الموضوعات القديمة، مناصرًا بدلًا من ذلك الدراسة الصارمة للمصادر الكلاسيكية والتمسك القوي بالنماذج القديمة، أثّر أسلوب مينغز القائم على المبدأ والتاريخ في تمثيل الموضوعات الكلاسيكية بشكل كبير لوحات دافيد السابقة للثورة، مثل عذراء فيستا، على الأرجح من ثمانينيات القرن الثامن عشر. عرف مينغز دافيد أيضًا بالكتابات النظرية ليوهان يواخيم فينكلمان عن النحت القديم (1717–1768)، الباحث الألماني المُعتقَد تأسيسه لتاريخ الفن الحديث. كجزء من جائزة روما، أُخذ دافيد في جولة لأطلال بومبي المكتشفة حديثًا عام 1779، والتي عمقت من إيمانه بأن بقاء الثقافة الكلاسيكية هو دليل على قوتها الخالدة والتقليدية والمفاهيمية. خلال الرحلة أيضًا، درس دافيد باجتهاد كبار مصوري عصر النهضة، كان لرفائيل تأثيرًا كبيرًا وباقيًا على الفنان الفرنسي الشاب.

## باكورة أعماله

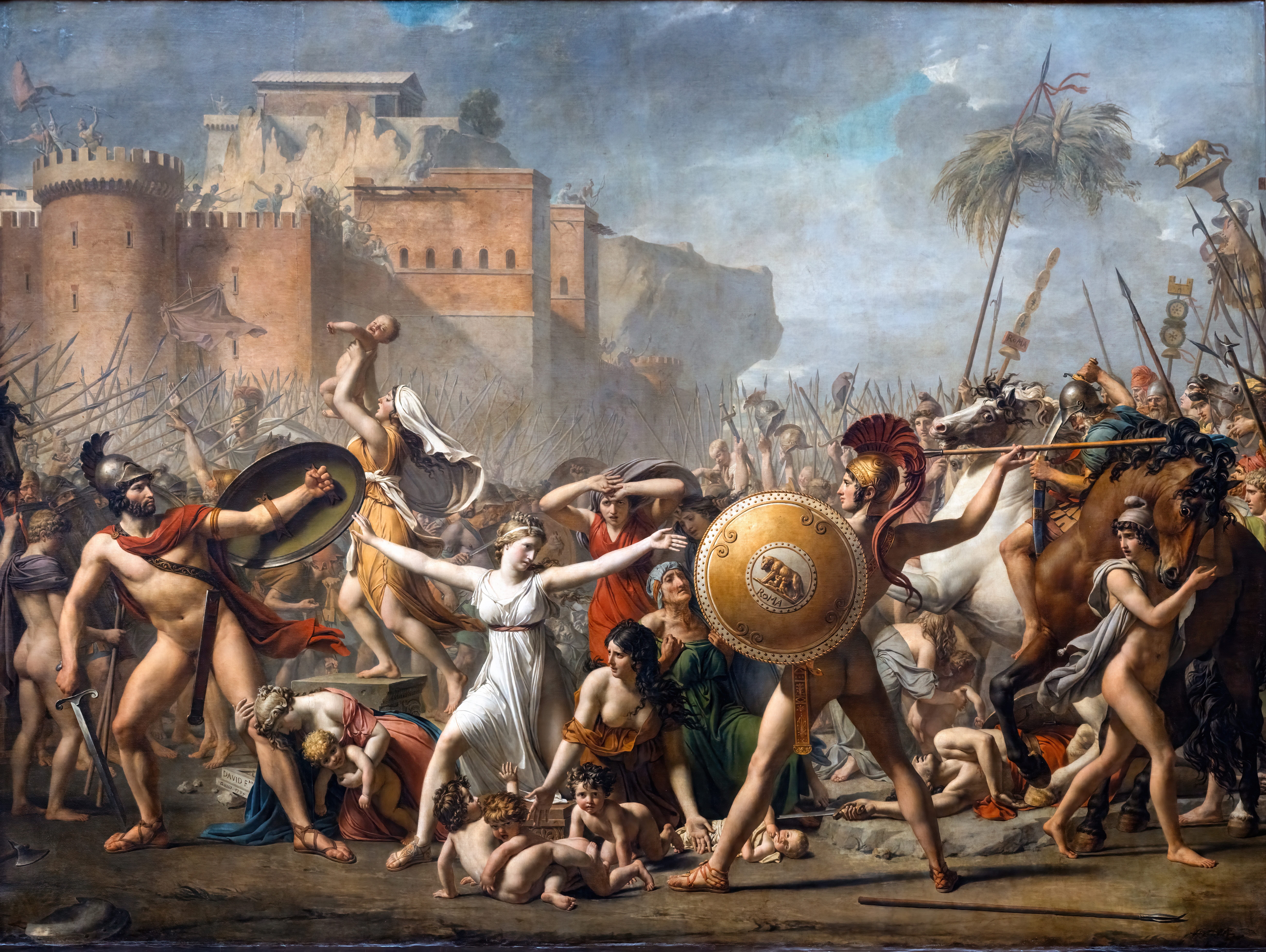
تدخل نساء سابين بريشة جاك لويس ديفيد رسمها بين عامي 1796 و1799. يصور العمل حلقة أسطورية من التاريخ بعد اختطاف الجيل المؤسس لروما لنساء سابين. العمل معلق حاليًا في متحف اللوفر في باريس ، فرنسا.

بالرغم من أن زملاء دافيد الطلاب في الأكاديمية وجدوا أنه من الصعب التعامل معه، فإنهم أدركوا عبقريته. مُددت إقامة دافيد في الأكاديمية الفرنسية بروما عامًا. في يوليو 1780، عاد إلى باريس. هناك، وجد أشخاصًا مستعدين لاستخدام نفوذهم من أجله، وعُينَ عضوا في الأكاديمية الملكية. أرسل للأكاديمية لوحتين، وأدرجت كلتاهما في صالون عام 1781، وهو شرف عظيم. مدحه المصورون المشهورون المعاصرين له، لكن إدارة الأكاديمية الملكية كانت معادية للغاية تجاه هذا المبتدئ الشاب. بعد الصالون، منح الملك إقامةً لدافيد في اللوفر، وهو امتياز قديم ومرغوب جدًا يختص به الفنانين العظماء. عندما كان متعهد عقود الملك، م. بيشول، ينسق مع دافيد، طلب من الفنان أن يتزوج ابنته، مارغريت تشارلوت. جلب له هذا الزواج المال، ومؤخرًا أربعة أطفال. كان لدافيد 50 تلميذًا وكان معهودًا إلية من الحكومة بتصوير هوراس محتميًا بوالده، لكنه قرر بعد قليل فقط في روما يمكنني أن أرسم رومان. أمده حموه بالمال الذي يحتاجه للرحلة، وتوجه ديفيد إلى روما مع زوجته وثلاثة من طلابه، واحد منهم هو، جان جيرمان درويه (1763–1788)، الفائز بجائزة روما لذلك العام.
في روما، عام 1784 صور دافيد صورته الشهيرة قسم هوراتي. في هذه القطعة، يشير الفنان إلى قيم عصر التنوير مع إشارة إلى العقد الاجتماعي لروسو. أصبح المثل الأعلى للجمهورية هو المحور الرئيسي للوحة مع الأبناء الثلاثة في وضع امتثال للأب. يمكن قراءة القسم بين الشخصيات كوثيقة توحد الرجال للالتزام للدولة. تصبح مسألة أدوار الجنسين واضحة في هذه القطعة، حيث تتناقض (تتضاد) النساء في هوراتي مع مجموعة الإخوة. يصور دافيد الأب وظهره للنساء، مبعدًا إياهن خارج مشهد القسم. إذ إنهن تبدين أصغر في الحجم ومعزولات جسديًا عن الأشكال الذكورية. تتناقض بشكل حاد الفحولة والانضباط الذكوريين اللذين أبدتهما مواقف الرجال الصارمة والواثقة، ونعومة الإناث المتراخية وفاقدة الشعور الممثلة في النصف الآخر من التكوين. نرى هنا التقسيم الواضح لسمات الذكور والإناث التي حصرت الجنسين في أدوار محددة في إطار عقيدة روسو الشائعة المتمثلة في مجالات منفصلة.
هذه المثاليات الثورية ظاهرة أيضًا في توزيع النسور. بينما يشدد قسم هوراتي وقسم محكمة تنس على أهمية التضحية الذكورية بالذات من أجل بلد المرء ووطنيته، قد يلتمس توزيع النسور تضحية المرء بذاته من أجل إمبراطوره (نابليون) وأهمية مجد ساحة المعركة.

## روابط خارجية
- جاك لوي دافيد على موقع الموسوعة البريطانية (الإنجليزية)
- جاك لوي دافيد على موقع ميوزك برينز (الإنجليزية)
- جاك لوي دافيد على موقع إن إن دي بي (الإنجليزية)
- جاك لوي دافيد على موقع ديسكوغز (الإنجليزية)